# Triacanthagyna satyrus
Triacanthagyna satyrus är en trollsländeart som först beskrevs av Martin 1909.  Triacanthagyna satyrus ingår i släktet Triacanthagyna och familjen mosaiktrollsländor. Inga underarter finns listade i Catalogue of Life.